# علی ایران‌پور
علی ایران‌پور (متولد ۱۳۵۹) نمایندهٔ دورهٔ نهم مجلس شورای اسلامی و عضو کمیسیون کشاورزی، آب و منابع طبیعی مجلس شورای اسلامی از حوزهٔ انتخابیهٔ مبارکه در استان اصفهان است.

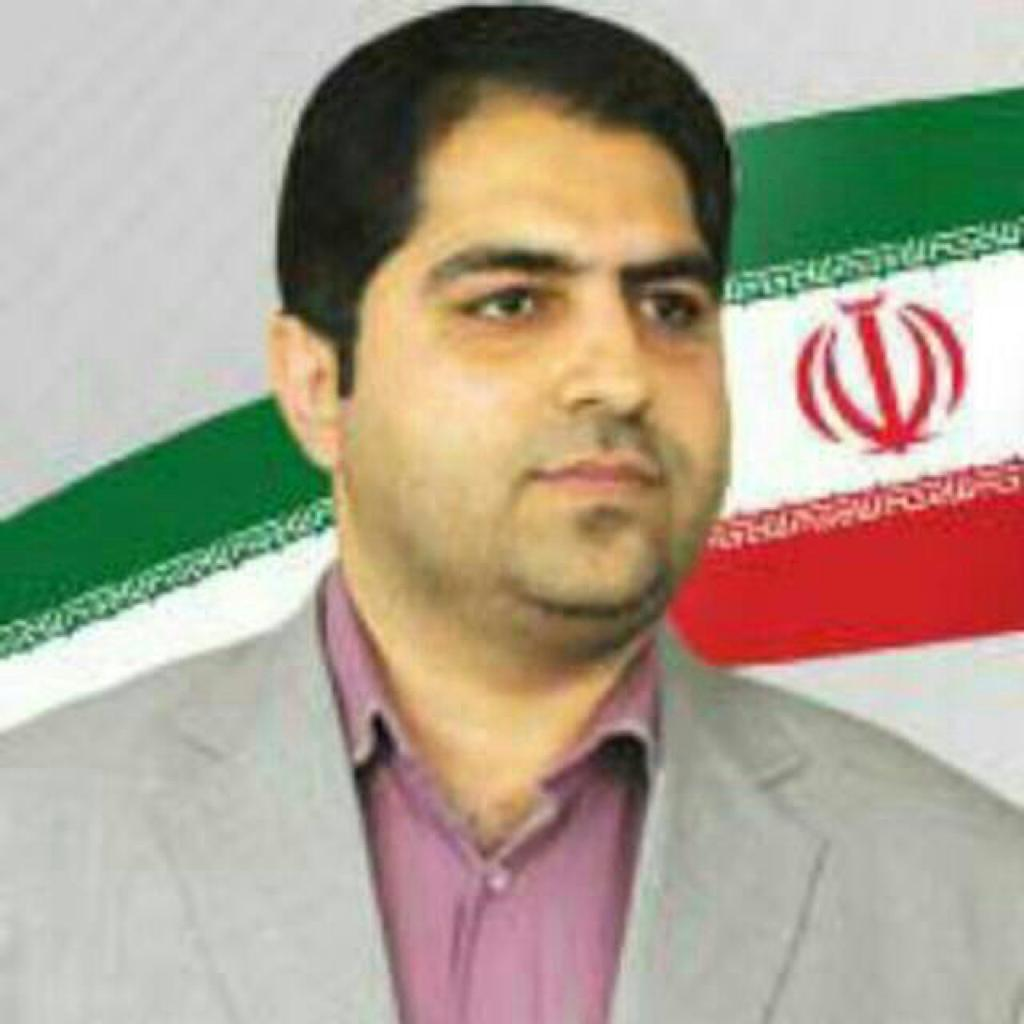

## سوابق
ایران‌پور دارای مدرک تحصیلی کارشناسی حقوق، کارشناسی ارشد علوم سیاسی و دکترای دامپزشکی است. او وکیل دادگستری در تهران است. او همچنین دبیر مجمع نمایندگان استان اصفهان، دبیر فراکسیون نفت گاز و پتروشیمی مجلس و دبیر فراکسیون فرهنگی اقتصادی مجلس بوده‌است.